# Palmitoyl-coenzyme A
La palmitoyl-coenzyme A ou palmitoyl-CoA est la forme « activée » de l'acide palmitique, c'est-à-dire le thioester que ce dernier forme avec la coenzyme A (CoA).

## Métabolisme
Elle intervient notamment dans la biosynthèse de la sphingosine, par réaction avec la sérine :